# São Pedro de Alcântara
São Pedro de Alcântara là một đô thị thuộc bang Santa Catarina, Brasil. Đô thị này có diện tích 139,635 km², dân số năm 2007 là 3868 người, mật độ 27,7 người/km².